# Xylotrechus dominulus
Xylotrechus dominulus är en skalbaggsart som först beskrevs av White 1855.  Xylotrechus dominulus ingår i släktet Xylotrechus och familjen långhorningar. Inga underarter finns listade i Catalogue of Life.